# Chrysopa favrei
Chrysopa favrei är en insektsart som beskrevs av Navás 1935. Chrysopa favrei ingår i släktet Chrysopa och familjen guldögonsländor. Inga underarter finns listade i Catalogue of Life.